# Hiroki Matsueda
Hiroki Matsueda (né le 20 mai 1993) est un athlète japonais, spécialiste de demi-fond.

## Carrière
Il est médaillé de bronze du 5 000 mètres aux Championnats d'Asie d'athlétisme 2019 à Doha.